# Anatolij Piskulin
Anatolij Aleksiejewicz Piskulin (ros. Анатолий Алексеевич Пискулин, ur. 1 grudnia 1952 w Lipiecku) – rosyjski lekkoatleta, specjalista trójskoku, medalista mistrzostw Europy w 1978 i halowy mistrz Europy z 1978. W czasie swojej kariery startował w barwach Związku Radzieckiego.
Zajął 2. miejsce w trójskoku na uniwersjadzie w 1975 w Rzymie, za Michałem Joachimowskim z Polski. Zwyciężył na kolejnej uniwersjadzie w 1977 w Sofii. Zwyciężył również w trójskoku w finale pucharu Europy w 1977 w Helsinkach, a następnie zajął 2. miejsce w zawodach pucharu świata w 1977 w Düsseldorfie, za João Carlosem de Oliveirą z Brazylii.
Zdobył złoty medal na halowych mistrzostwach Europy w 1978 w Mediolanie, wyprzedzając Keitha Connora z Wielkiej Brytanii i swego kolegę z reprezentacji ZSRR Ołeksandra Jakowlewa. Na mistrzostwach Europy w 1978 w Pradze zdobył brązowy medal w trójskoku, za Milošem Srejoviciem z Jugosławii i innym reprezentantem Związku Radzieckiego Wiktorem Saniejewem. Zdobył srebrny medal na halowych mistrzostwach Europy w 1979 w Wiedniu, za swym kolegą z reprezentacji Związku Radzieckiego Hienadzijem Walukiewiczem, a przez innym zawodnikiem radzieckim Jaakiem Uudmäe. Zajął 3. miejsce w finale pucharu Europy w 1979 w Turynie.
Piskulin był mistrzem ZSRR w trójskoku w 1977, wicemistrzem w 1976 oraz brązowym medalistą w 1975 i 1979, a w hali mistrzem w 1975 i 1978, wicemistrzem w 1977 oraz brązowym medalistą w 1979.
Rekordy życiowe Piskulina:
- trójskok – 17,09 (14 sierpnia 1977, Helsinki)
- trójskok (hala) – 17,00 (12 lutego 1979, Mińsk)